# Guillon-les-Bains
Guillon-les-Bains ist eine französische Gemeinde mit 109 Einwohnern (Stand: 1. Januar 2022) im Département Doubs in der Region Bourgogne-Franche-Comté.

## Geographie
Guillon-les-Bains liegt auf 298 m, fünf Kilometer südöstlich von Baume-les-Dames und etwa 29 Kilometer ostnordöstlich der Stadt Besançon (Luftlinie). Das Dorf erstreckt sich im Jura, im Tal des Cusancin, zwischen den Höhen des Bois du Saussoi im Norden und des Mont d’Adam im Süden.
Die Fläche des 4,72 km² großen Gemeindegebiets umfasst einen Abschnitt des französischen Juras. Der nördliche Teil des Gebietes wird vom Tal des Cusancin eingenommen. Der Fluss strömt hier durch ein 150 m tief in die umgebenden Plateaus eingeschnittenes Tal von Osten nach Westen und besitzt eine maximal 300 m breite, flache Talniederung. Auf beiden Seiten wird das Tal von steilen Hängen flankiert, die an verschiedenen Orten von Kalkfelswänden und markanten Vorsprüngen überragt werden. Die nördliche Grenze verläuft im Bois du Saussoi (bis 500 m), der den westlichsten Ausläufer der Lomontkette bildet. Nach Süden erstreckt sich das Gemeindeareal über den Steilhang auf die angrenzende, leicht gewellte Hochfläche von Passavant. Mit 561 m wird am Mont d’Adam die höchste Erhebung von Guillon-les-Bains erreicht.
Nachbargemeinden von Guillon-les-Bains sind Villers-Saint-Martin und Lomont-sur-Crête im Norden, Cusance und Montivernage im Osten, Adam-lès-Passavant im Süden sowie Pont-les-Moulins im Westen.

## Geschichte
Die Mineralquelle von Guillon wurde bereits im 18. Jahrhundert genutzt. Im Laufe des 19. Jahrhunderts entwickelte sich der Ort zu einem überregional bekannten Thermalbad. Um eine Verwechslung mit Guillon zu vermeiden, wurde Guillon im Jahr 1922 offiziell in Guillon-les-Bains umbenannt.

## Sehenswürdigkeiten
Der Ortskern ist geprägt von Häusern im traditionellen Stil der Franche-Comté, die im 18. und 19. Jahrhundert erbaut wurden.

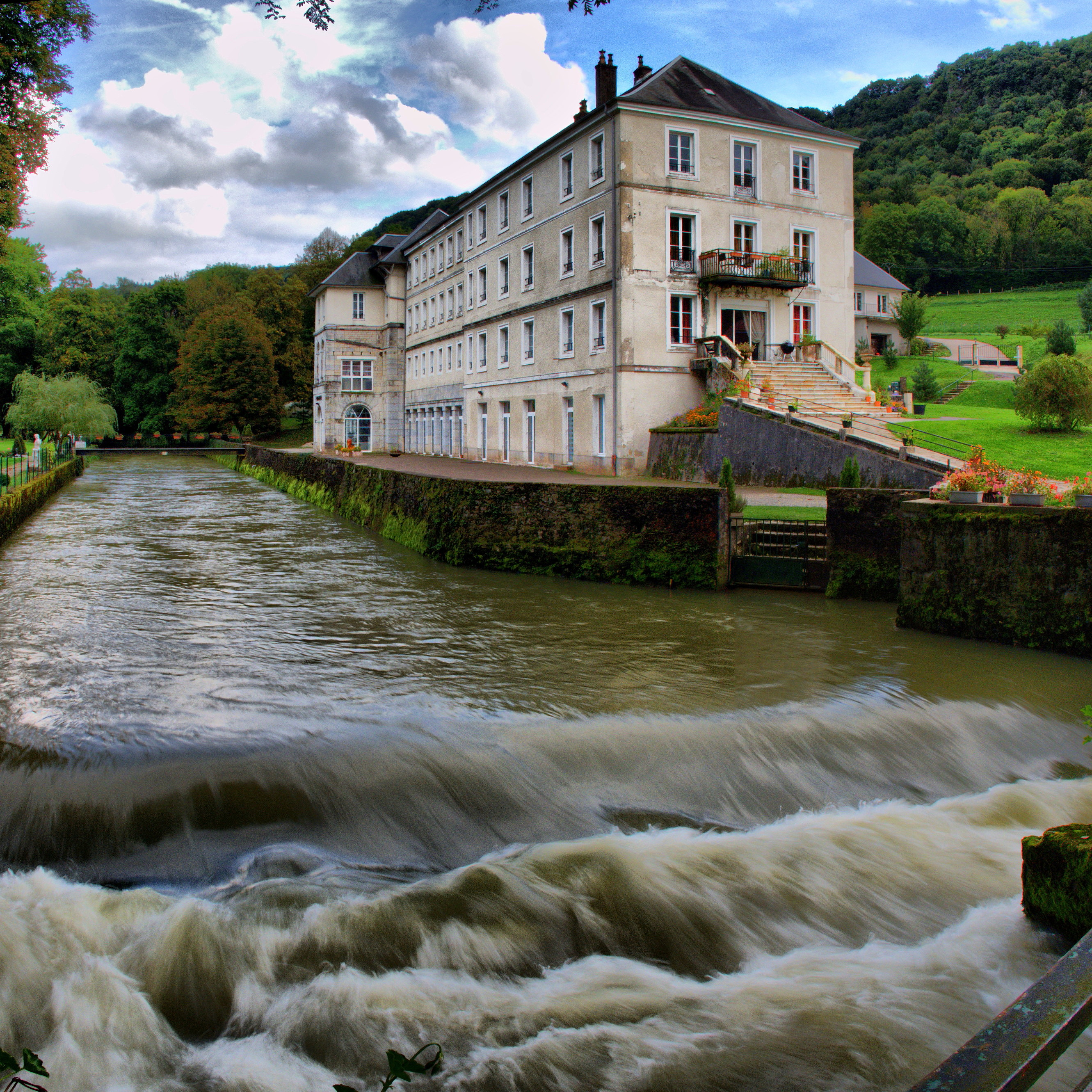
Gebäude der alten Thermen am Cusancin
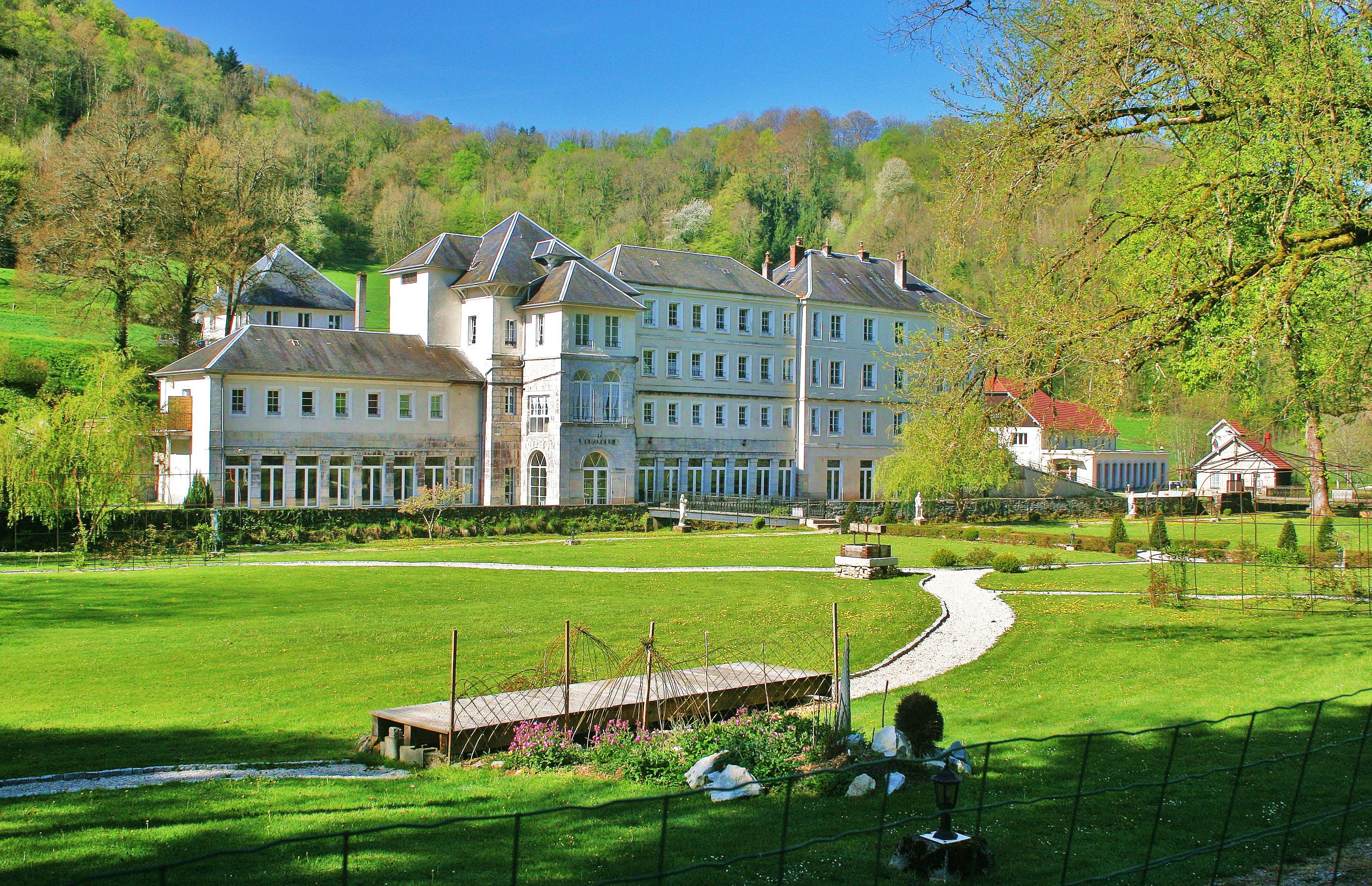
Orangerie an der ehemaligen Therme
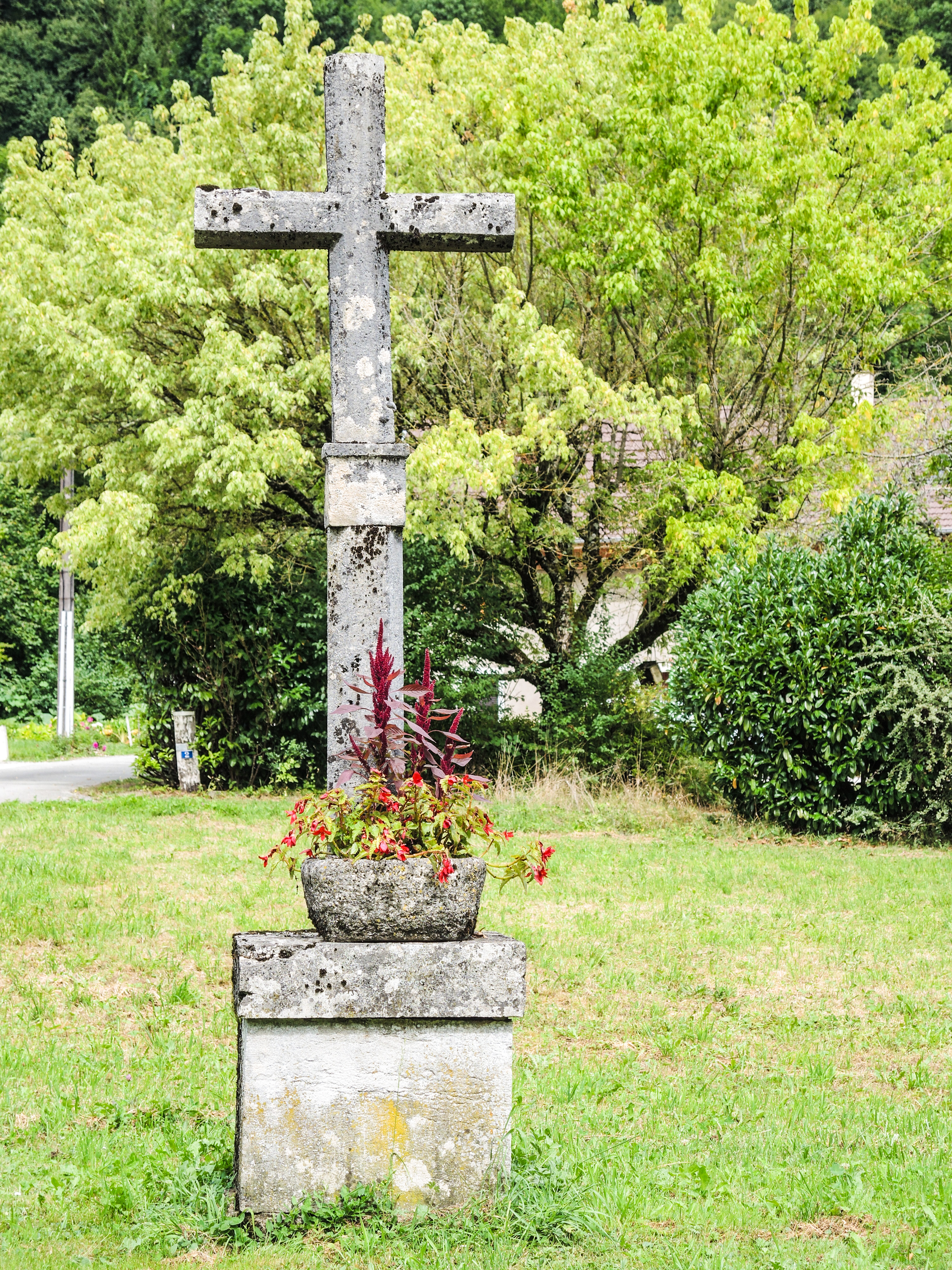
Wegkreuz in Guillon-les-Bains

## Bevölkerung
| Jahr                       | 1962 | 1968 | 1975 | 1982 | 1990 | 1999 | 2016 |
| Einwohner                  | 97   | 93   | 87   | 103  | 100  | 118  | 104  |
| Quellen: Cassini und INSEE |      |      |      |      |      |      |      |

Mit 109 Einwohnern (Stand 1. Januar 2022) gehört Guillon-les-Bains zu den kleinsten Gemeinden des Départements Doubs. Nachdem die Einwohnerzahl in der ersten Hälfte des 20. Jahrhunderts deutlich abgenommen hatte (1881 wurden noch 201 Personen gezählt), wurde seit Mitte der 1970er Jahre wieder ein leichtes Bevölkerungswachstum verzeichnet.

## Wirtschaft und Infrastruktur
Nachdem Guillon-les-Bains im 19. Jahrhundert hauptsächlich vom Kurbad lebte, ist das Dorf heute vorwiegend durch die Landwirtschaft (Ackerbau, Obstbau und Viehzucht) geprägt. Daneben gibt es einige Betriebe des lokalen Kleingewerbes. Viele Erwerbstätige sind auch Wegpendler, die in den größeren Ortschaften der Umgebung ihrer Arbeit nachgehen.
Die Ortschaft liegt abseits der größeren Durchgangsstraßen an einer Departementsstraße, die von Pont-les-Moulins nach Cusance führt. Eine weitere Straßenverbindung besteht mit Montivernage.